# Zarzuela

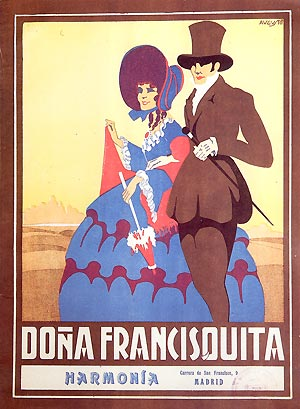
Portada de la edición de Doña Francisquita

La zarzuela es una forma de música teatral o género musical escénico surgido en España que se distingue principalmente por contener partes instrumentales, partes vocales (solos, dúos, coros...) y partes habladas, aunque existen excepciones en las que estas últimas, las partes habladas, están completamente ausentes. El término «zarzuela», aplicado al género musical y teatral, procede del Palacio de la Zarzuela, palacio real español situado en las proximidades de Madrid y en el que se hallaba el teatro que albergó las primeras representaciones del género.
De tal forma reductora y errónea se ha asimilado la zarzuela a la opereta, género de origen francés, principalmente por contener partes habladas o declamadas, pretendiendo así que «la zarzuela es la opereta española». Pero la zarzuela es históricamente muy anterior y esa característica ya se encontraba en otros géneros europeos, también muy anteriores a la opereta y no necesariamente anteriores a la zarzuela. En realidad en ese sentido la zarzuela sería más bien el equivalente español del opéra-comique francés o del singspiel alemán. Dichos géneros de Francia y del mundo germánico se caracterizan por producir representaciones teatrales y musicales en las que, a diferencia de la ópera propiamente dicha, se alterna música con partes habladas o declamadas. La flauta mágica de Mozart, por ejemplo, no es una ópera sino un singspiel y, por consiguiente, tanto sentido tiene decir que «la zarzuela es la opereta española» como decir que «el singspiel es la zarzuela vienesa». A pesar de todo, ha habido zarzuelas del género grande que por no tener partes habladas son parecidas al grand opéra francés o a la ópera seria italiana. Por lo tanto la zarzuela se definiría de una manera más adecuada, y más simple, como el arte lírico y escénico propiamente hispánico, pues aunque naciera en España, al poco tiempo de su aparición se extendió a la casi totalidad del mundo hispánico.

## Historia
Parece ser que los primeros autores que aportaron a este nuevo estilo de teatro musical fueron Lope de Vega y Calderón de la Barca. Según las investigaciones, Calderón de la Barca es el primer dramaturgo que adopta el término de zarzuela para una obra suya titulada El golfo de las sirenas que se estrenó en 1657 y que representaba la vida de un joven aventurero que emprendía un largo viaje lleno de misterios y peligros.

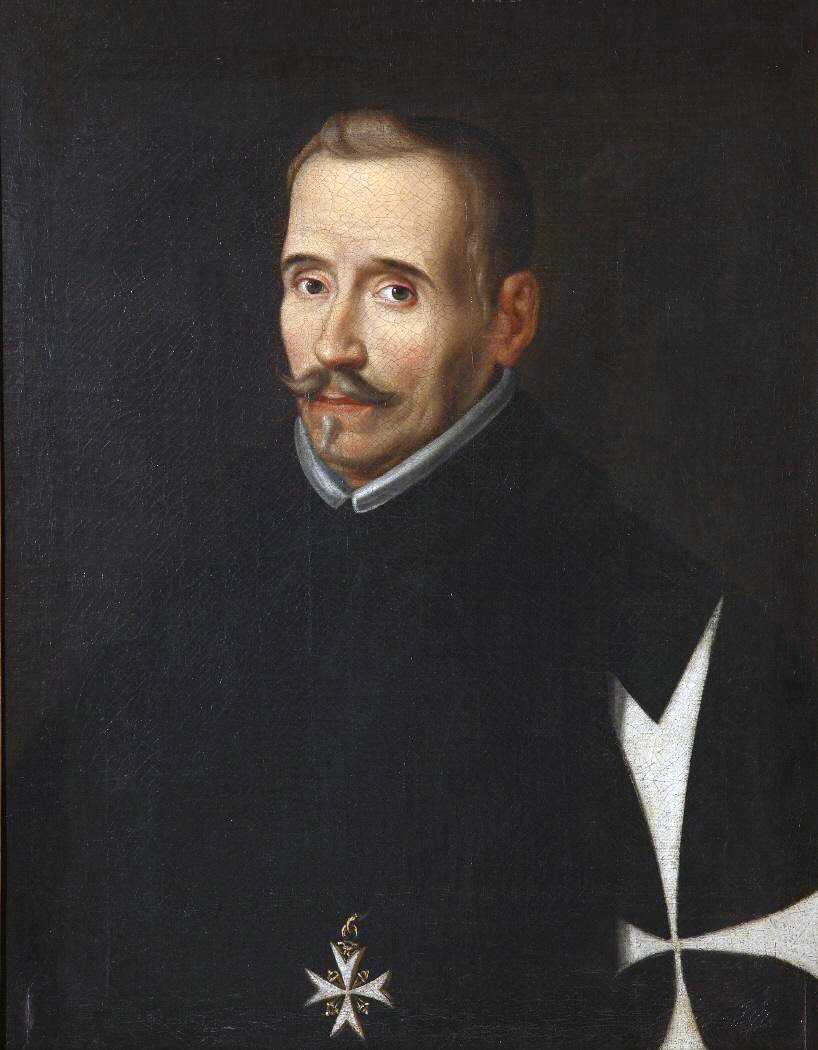
Lope de Vega.

Lope de Vega escribió una obra que tituló La selva sin amor, comedia con orquesta. Según el autor era «cosa nueva en España». En el prólogo de la  edición de 1629 se lee: «Los instrumentos ocupaban la primera parte del teatro, sin ser vistos, a cuya armonía cantaban las figuras los versos en aquella frondosa selva artificial, haciendo de la misma composición de la música las admiraciones, quejas, iras y demás afectos…». Sin embargo, sólo se conserva la música suficiente en la obra Los celos hacen estrellas de Juan Hidalgo de Polanco y Juan Vélez de Guevara, que se estrenó en 1672. Con esta obra se puede tener una idea de cómo era este género en el siglo XVII y como marcó la diferencia para las siguientes doctrinas del género. 

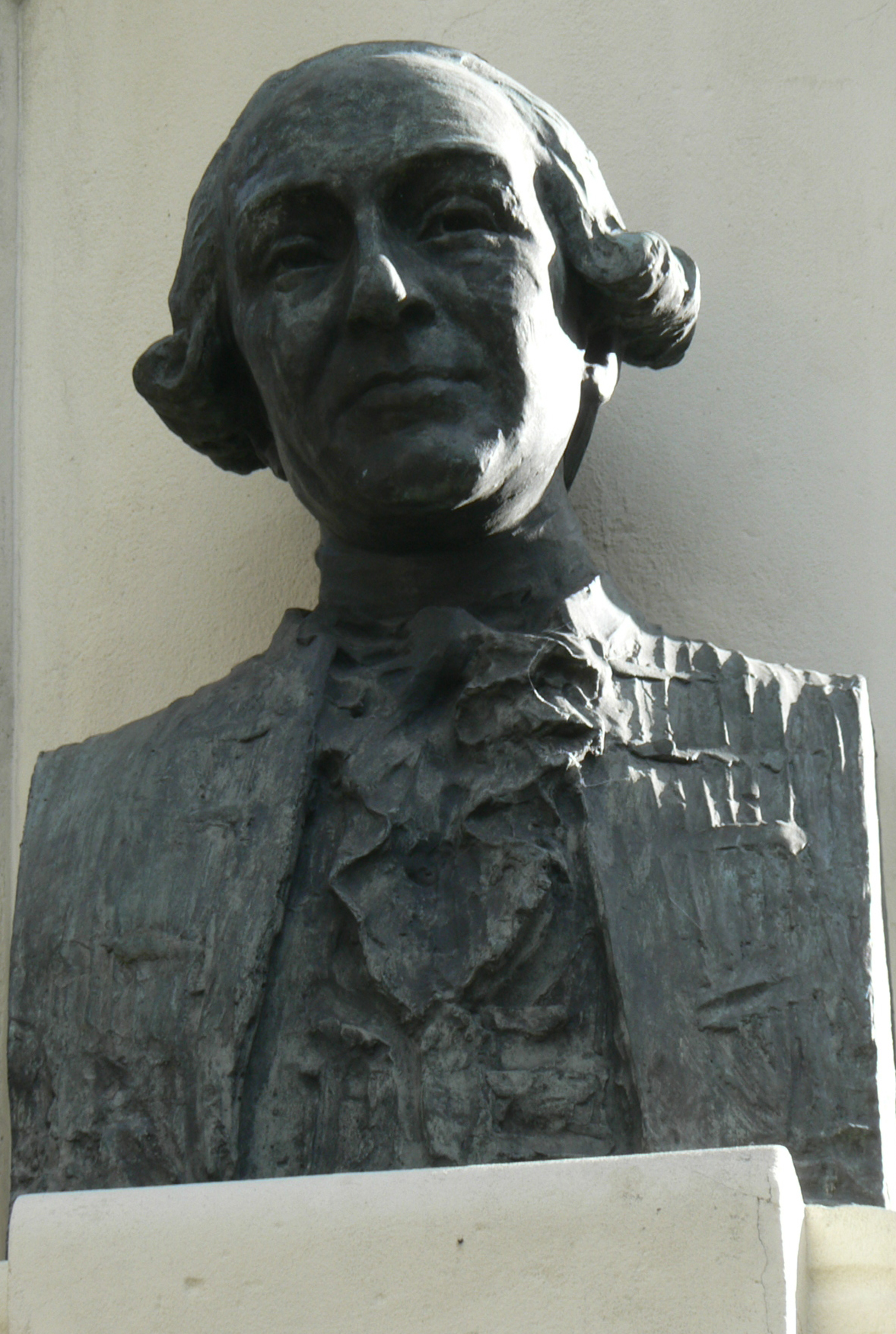
Busto de Ramón de la Cruz en Madrid (L. Coullaut, 1913).

Con el advenimiento de la dinastía de los Borbones, desde principios del siglo XVIII, se pusieron de moda los estilos italianos en diversas manifestaciones artísticas, incluida la música y la danza en los centros de convivencia de la plebe. Las zarzuelas se convirtieron en obras estilísticamente parecidas a las óperas italianas, como por ejemplo las obras de Antonio de Literes. Pero al llegar el reinado de Carlos III, amante de las buenas representaciones teatrales, los problemas políticos provocaron una serie de revueltas contra los ministros italianos llevando el conflicto a la toma de ayuntamientos y disturbios frecuentes (como, por ejemplo, el motín de Esquilache), hecho que repercutió en las representaciones teatrales y de nuevo se volvió a la tradición popular española representada, en esta ocasión, por los sainetes de don Ramón de la Cruz, cuya primera obra representada de este género fue Las segadoras de Vallecas (1768), con música de Rodríguez de Hita.
El auge de la zarzuela y su fama le llegó en el siglo XIX, a partir de 1839, con varios músicos entre los que destacan Francisco Barbieri y Emilio Arrieta. Muchas veces el éxito de la obra se debía a una o más canciones que el público aprende y da a conocer oralmente a los demás por medio de representaciones acústicas, como ocurría con los cuplés. La estructura de la obra siguió siendo la misma: números hablados, cantados, coros, que se aderezan con escenas cómicas o de contenido amoroso que, generalmente, son interpretadas por un dúo. Abundaba el género costumbrista y regionalista y en los libretos se recogía toda clase de modismos, regionalismos y jerga popular para asegurar que la interpretación fuera un éxito.
Al contrario que las escenas españolas, ambientadas en la Corte o en aldeas, la zarzuela cubana describía imágenes y costumbres coloniales, utilizando las suaves cadencias musicales que dan a Cuba tanto reconocimiento mundial. Tema popular era el señorito rico, hijo del dueño del ingenio, que aunque comprometido con una joven de su clase, cortejaba a la joven mulata, zalamera y atrevida, con quien tenía amores prometiéndole matrimonio. El final era por lo general truculento, con desengaños, pasión, celos y lágrimas. Estos impresionantes finales no restaban un ápice a la belleza de la música, antes bien ponían énfasis en las habilidades y talentos histriónicos y musicales de los artistas de la interpretación teatral y musical del Divino Maestro.

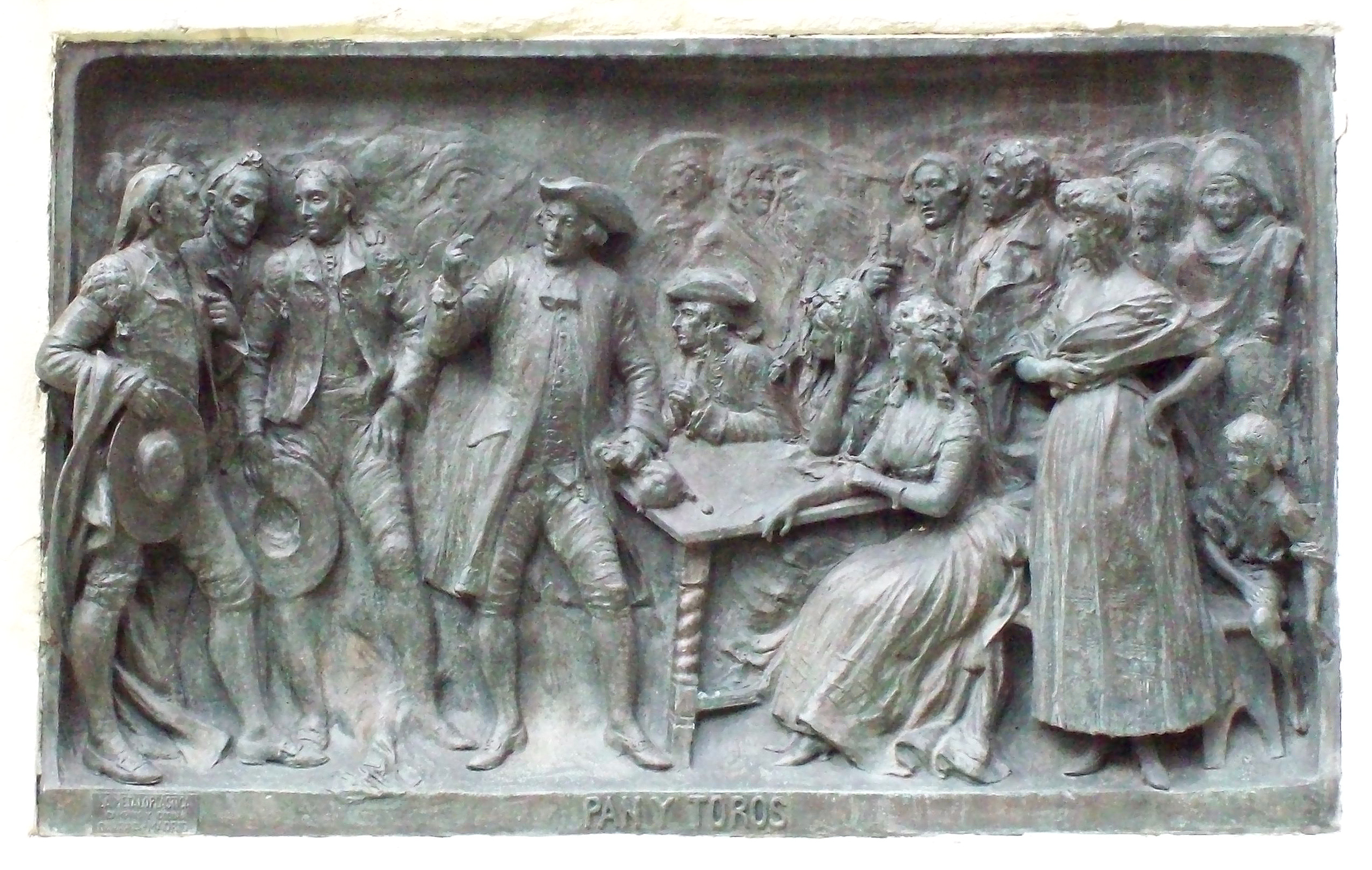
Pan y toros, zarzuela de Barbieri (1864). Relieve del Monumento a los Saineteros Madrileños (Madrid, L. Coullaut, 1913).

Hacia mediados del siglo se adoptan temas costumbristas, populares, cómicos y bailes españoles; algunos músicos respetados de este período son Emilio Arrieta, Federico Chueca, Fernández Caballero, Tomás Bretón y Ruperto Chapí. 
Después de la Revolución de 1868, el país entró en una profunda crisis (sobre todo económica) que se reflejó también en el teatro: el espectáculo teatral se convirtió en un entretenimiento caro, al alcance de pocos bolsillos. Fue entonces cuando el Teatro Variedades de Madrid tuvo la idea de reducir  la duración de la representación, para abaratar el precio del espectáculo: la función teatral, que hasta entonces duraba unas cuatro horas, se redujo a una hora, lo que se llamó teatro por horas. La innovación tuvo un gran éxito y los compositores de zarzuelas se acomodaron al nuevo formato, creando obras mucho más cortas cuyo verdadero triunfo tardó diez años, hasta 1879. A las zarzuelas de un solo acto se las clasificó como género chico y a las de dos o más actos, género grande. La zarzuela grande se mantuvo en el Teatro de la Zarzuela de Madrid, aunque con poco éxito y poco público. A pesar de esto, en 1873 se abrió un nuevo teatro Apolo de Madrid, que compartió los fracasos con el anterior, por querer hacerle un lugar para el drama y la comedia, hasta que no tuvo más remedio que cambiar el espectáculo al género chico en el que triunfó durante decenios.

### Siglo XX

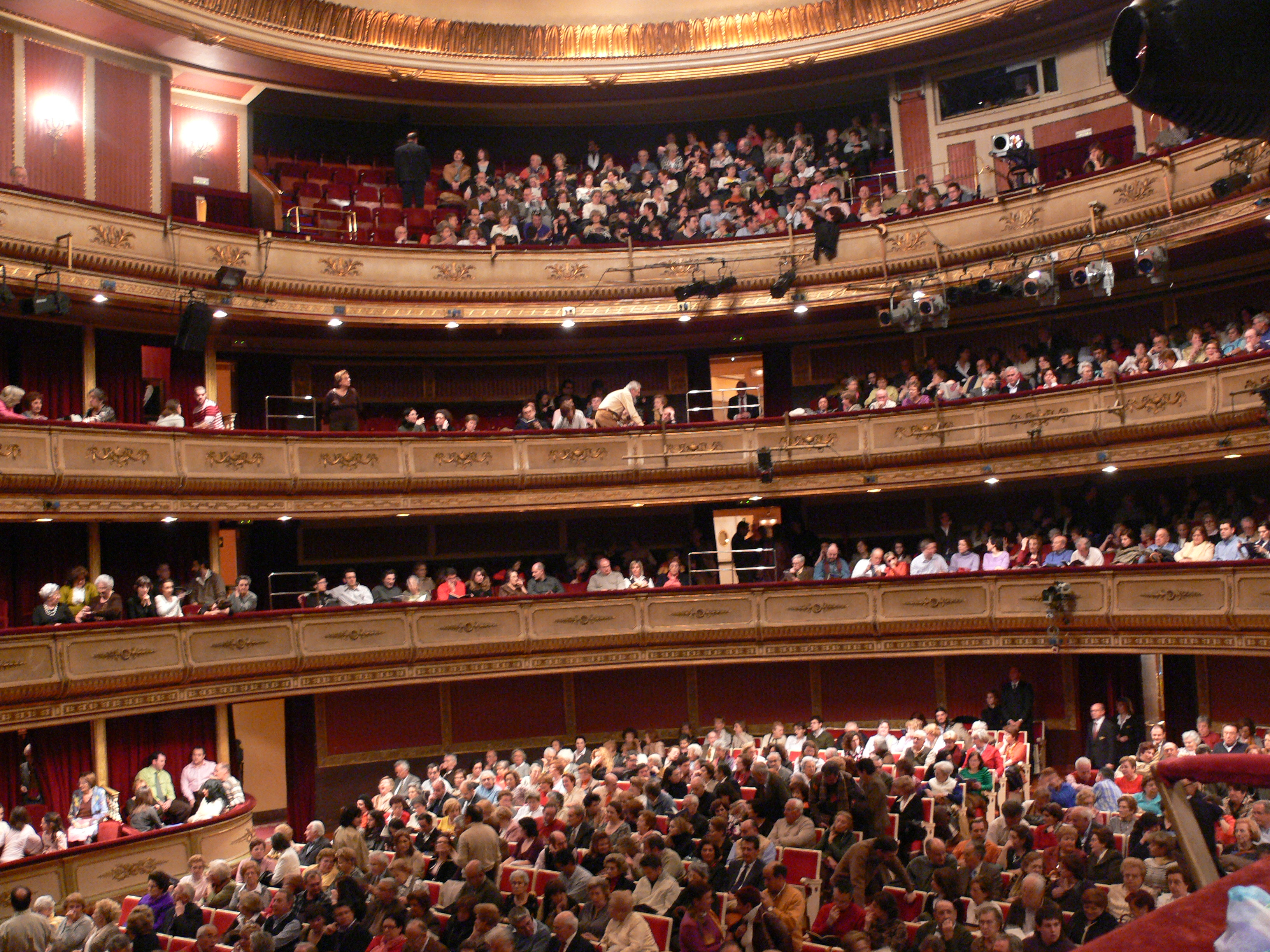
Interior del Teatro de la Zarzuela de Madrid.

En los primeros años del siglo XX se componen obras de mayor calidad musical como El puñao de rosas, La alegría del batallón, El trust de los tenorios en el género chico y Doña Francisquita de Amadeo Vives, La calesera o, un poco antes (en 1898), Gigantes y Cabezudos del maestro Manuel Fernández Caballero, que supo ganarse muy bien a la crítica componiendo una obra muy del "gusto popular". 
Paralelamente, se empieza a dar el apelativo de género ínfimo a las representaciones conocidas como revistas. Son obras musicales con conexión a algunas ideas de la zarzuela pero más ligeras y atrevidas, con números escénicos que, en la época se calificaron de «verdes», es decir, pícaros para los tiempos de hoy, que hablaban o ponían sobre la mesa la evolución de la sociedad sobre temas sexuales y con letras de doble intención, en casi todas hay "cuplés". Una de estas obras fue La corte de Faraón, basada en la opereta francesa Madame Putiphar. La música se hizo tan popular que algunos de sus números acabaron siendo verdaderos cuplés difundidos por el público.
En el primer tercio del siglo, la zarzuela se va manteniendo con producciones que, a veces, se ajustan a la estructura musical de una ópera italiana, gracias a autores de la talla de Francisco Alonso, José Padilla, Pablo Sorozábal, Federico Moreno Torroba, Tomás Barrera Saavedra, Rafael Calleja, Pablo Luna, José Serrano Simeón y Jacinto Guerrero.
La Guerra Civil abre un paréntesis nefasto que acaba por agravar el mismo problema de los años anteriores, y en la posguerra la decadencia es casi total. No existen apenas nuevos autores de este género y no se renuevan las obras por no cuajar los estrenos como lo hicieron en otras épocas. Por otro lado, la zarzuela preexistente es difícil y costosa de representar y sólo aparece de forma esporádica, por temporadas, durante unos pocos días o semanas.

## La zarzuela fuera de España
La zarzuela se cultivó con muchos aciertos al trasladarse a Cuba, donde destacaron los compositores Gonzalo Roig, Ernesto Lecuona, Rodrigo Prats y Eliseo Grenet; a Argentina, en cuya capital se representó La verbena de la Paloma hasta en 3 teatros el año de su estreno y a Venezuela, con José Ángel Montero y Pedro Elías Gutiérrez.
En Argentina, la zarzuela, el sainete y el tango conformaron un nuevo género peculiar de gran éxito popular conocido como sainete criollo.
En Filipinas, la popularidad de las zarzuelas cedió a la indigenización de este género. Durante la colonización norteamericana, las sarswelas (la forma indígena) fueron una forma mayor de mostrar resistencia a fuerzas extranjeras. Honorata 'Atang' de la Rama fue conocida como la Reina de la Sarswela Filipina. Esta forma de arte se llama también zarzuelta en varios lugares del país.

### Expansión en Hispanoamérica
Los siglos XIX y XX fueron épocas de gran producción de zarzuelas en la Hispanoamérica, en especial en Venezuela, Cuba, México y Argentina, de donde salieron grandes obras que todavía son presentadas internacionalmente como El cumpleaños de Leonor, de Montero que era la historia de una mujer mayor que al descubrir la traición de su marido buscaba una vida mejor en la gran ciudad; La cuarta plana de Carlos Curti con la participación de Esperanza Iris; María la O de Ernesto Lecuona y La media naranja del íberoargentino Antonio Reynoso.

### Argentina: zarzuela, sainete criollo y tango
En Argentina la zarzuela comenzó a difundirse en la segunda mitad del siglo XIX en el mismo momento en que se generaba el tango, a partir de la fusión de diversos estilos locales, de origen africano, gaucho e indígena, y otros aportados por contingentes inmigratorios de diferentes partes del mundo que estaban llegando en gran cantidad al país.
En España, como género específico, tuvo mucho éxito popular hasta la segunda mitad del siglo XX. Varios músicos españoles compusieron zarzuelas, como Lópe de vega con Amalia, La Pericona y Madame Lynch. Antonio Videgain García que vivió allí compuso alguna obra de este corte y Francisco Alonso, por su parte, compuso Manuelita Rosas (1941), una zarzuela ambientada en Argentina.
Pero la zarzuela además fue una importante influencia en la gestación del tango. De hecho, la primera vez que se usó la palabra "tango" para nombrar al género musical, fue en una zarzuela, Justicia Criolla de Ezequiel Soria.
Pero además la zarzuela fue una de las fuentes del tango, dando lugar al tango "azarzuelado", a la vez que influyó en la creación de un género dramático-musical de Argentina, que adoptó el nombre de "sainete criollo", designado a excepcionalmente también como "zarzuela criolla", que tuvo enorme éxito popular, con obras destacadas como El conventillo de la Paloma de Alberto Vacarezza.

### Lassarsuwelasde Filipinas
La zarzuela llegó a las Filipinas en 1879 o 1880, cuando el grupo de Dario de Céspedes presentó Jugar con fuego en Manila. Desde entonces, varios grupos filipinos comenzaron a hacer sus propias zarzuelas en varios idiomas indígenas. Las más populares fueron escritas en tagalo, pampangueño, ilocano, cebuano, panayano y samareño.
La primera sarswela conocida en samareño es An Pagtabang ni San Miguel (El Ayuda de San Miguel) de Norberto Romualdez, mientras Ing Managpe de Mariano Proceso Pabalan Byron es la primera en pampangueño. El héroe nacional José Rizal, músico además de literato, es autor de la zarzuela llamada Junto al Pásig.
A la llegada del vodevil, las sarswelas perdieron su popularidad, pero renovaron su éxito con la llegada del cine. Muchas sarswelas, principalmente las tagalas, se filmaron para el cine.

## Discografía
A partir de 1950 la zarzuela pudo sobrevivir en el gusto popular gracias a la discografía, un campo que se mantuvo en auge desde entonces. Se produjeron una serie de grabaciones de gran éxito, la mayoría de ellas dirigidas por el músico español Ataúlfo Argenta colaborando músicos tan respetados como Mary Carmen Alvira o Julián Parera. Las mejores voces del momento aparecieron en estos discos, cantantes mundialmente famosos que profesionalmente se dedicaban a la ópera y a los recitales. Voces como las de Teresa Berganza, Ana María Iriarte, Carlos Munguía, etc., participaron en las grabaciones. Se añadieron los coros del Orfeón Donostiarra y Coro de Cantores de Madrid contribuyendo a darles una gran calidad. Pero por otro lado enturbió el recuerdo de los cantantes del estreno que empezaron a no ser recordados como los partícipes del éxito de esas obras.
Tras la muerte de Ataúlfo Argenta se incorporaron los directores Indalecio Cisneros, García Asensio, y otros. Incluso hubo grabaciones raras porque fueron dirigidas por el propio autor de la obra por el motivo que argumente anteriormente, como fue el caso de Pablo Sorozábal y Federico Moreno Torroba. En esta etapa participaron en las grabaciones nuevas y grandes voces consagradas: Monserrat Caballé, Alfredo Kraus, Plácido Domingo, Juan Pons, etc.

## Interés por el género
Durante los años 60, Radio Televisión Española inició la producción de una serie de zarzuelas interpretadas por conocidos actores del momento, tales como José Moreno, Antonio Casal, Juan Luis Galiardo, María Cuadra y María José Alfonso), con buenas direcciones musicales, normalmente a cargo de Federico Moreno Torroba, y utilizando voces o cubriendo sus deficiencias con el doblaje por artistas líricos de reconocido prestigio como Alfredo Kraus o Luis Sagi Vela para los números vocales, grabados con la técnica del playback. Muchas de ellas las dirigió Juan de Orduña y se emplearon, en lo posible, escenarios naturales para la grabación de las mismas, lográndose obras de notable calidad, especialmente en el apartado musical. Con este sistema se grabaron, por ejemplo:
- La revoltosa (1969), con José Moreno y Elisa Ramírez como actores.
- Bohemios (1969), que interpretaron Antonio Durán y Dianik Zurakowska.
- La canción del olvido (1969), con Juan Luis Galiardo y María Cuadra.
- El huésped del sevillano (1970), con Rubén Rojo, María José Alfonso y María Silva.
- El caserío (1972), que interpretaran Armando Calvo y Paca Gabaldón.

En los últimos años del decenio de 1970 a 1980 se reavivó el interés por la zarzuela, en especial por su música. En toda Europa se desencadenó un renacer de la afición por los espectáculos líricos, sobre todo entre la juventud. Este renacimiento repercutió en España que muestró un gran interés por la zarzuela. El empresario José Tamayo puso en escena un espectáculo teatral de gran producción, Antología de la zarzuela, representando los fragmentos más populares del repertorio de zarzuela moderna con cantantes de primera línea, montaje que se mantuvo durante decenios renovando los números incluidos. Las casas discográficas ofrecían colecciones cuyos discos iban acompañados de un fascículo que contenía la sinopsis de la obra y algunos datos del autor. La radio y la televisión dedicaron varios espacios a su programación. Los programas que TVE ofreció con el título de Antología de la Zarzuela, basados en playbacks de las grabaciones de mediados de siglo representados en estudio de TV con vestuarios y baile, gozaron de una gran audiencia. En cuanto a los años más recientes, según datos de la SGAE en 2006 la zarzuela experimentó un aumento de más de un 4%. Además, la Fundación Autor se unió con la Fundación de la Zarzuela para la promoción de la zarzuela entre nuevos públicos con los proyectos Zarzuela en femenino, con las sopranos Isabel Segarra y Sonia Martínez, presentado en Málaga en 2014 y Zarzuela en masculino.